# Leodamas playthoracicus
Leodamas playthoracicus är en ringmaskart som beskrevs av Lopez, Cladera och San Martin 2003. Leodamas playthoracicus ingår i släktet Leodamas och familjen Orbiniidae. Inga underarter finns listade i Catalogue of Life.